# فيليب شميت
فيليب شميت (بالألمانية: Philipp Schmitt)‏ هو معذب ‏ ألماني، ولد في 20 نوفمبر 1902 في باد كيسينغن في ألمانيا، وتوفي في 8 أغسطس 1950 في هوبوكين (أنتويرب) ‏ في بلجيكا بسبب إعدام رميا بالرصاص.